# Сильвия (балет)

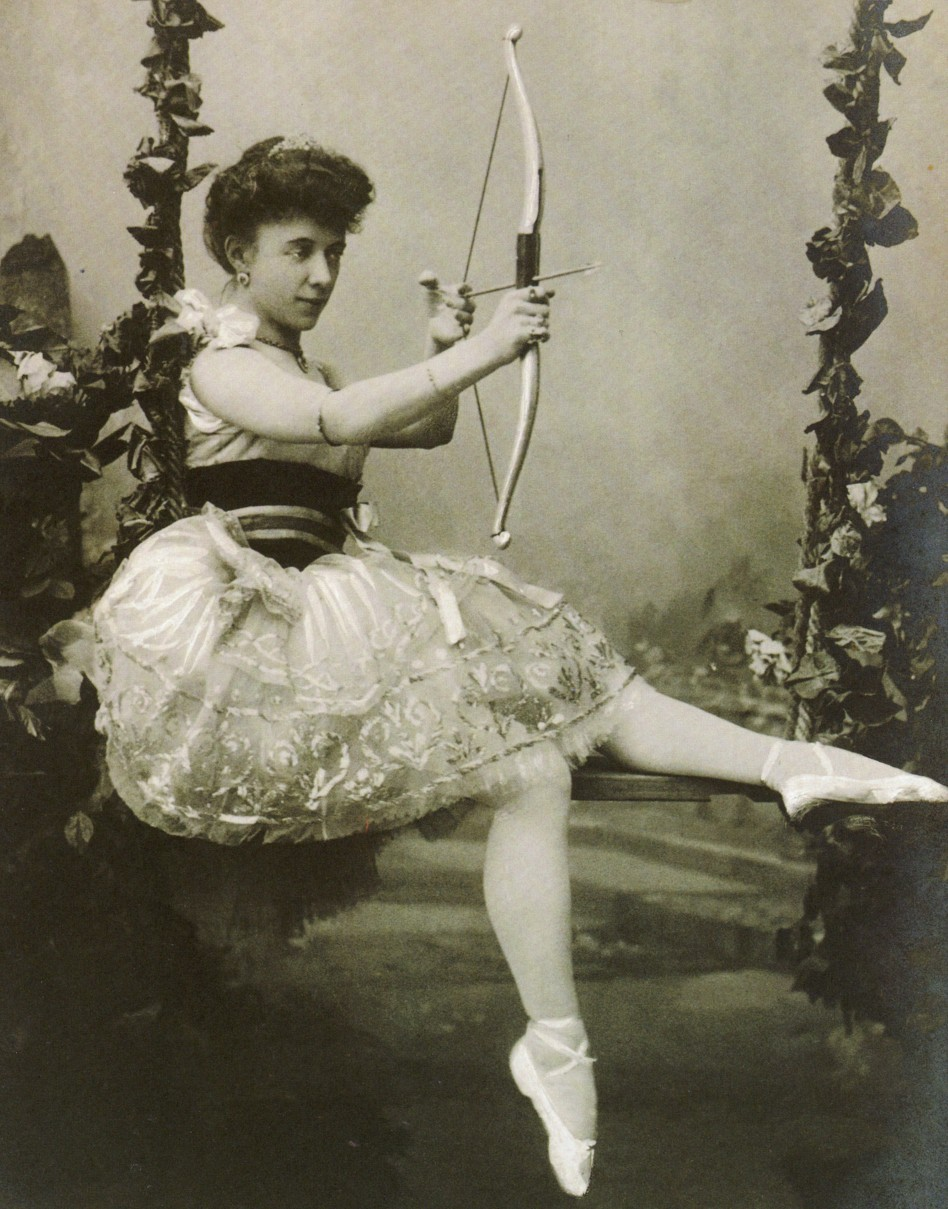
Ольга Преображенская в роли Сильвии в 1901 году. Балет Мариинского театра

«Си́львия» (полное название — «Си́львия, или ни́мфа Диа́ны», фр. Sylvia) — балет французского композитора Лео Делиба. Премьера балета состоялась 14 июня 1876 года в Парижской опере.
Либретто базируется на драматической пасторали Торквато Тассо «Аминта», написанной в 1573 году. Жюль Барбье и Жак де Рейнах адаптировали это произведение для Парижской оперы. Композиция для фортепиано была составлена в 1876 году, а оркестровая сюита была создана в 1880 году.

## Действующие лица
Главные роли
- Сильвия — нимфа Дианы
- Аминта — юноша-пастух
- Диана — богиня охоты
- Эрос — бог любви
- Орион — чёрный охотник

## Отзывы
Пётр Чайковский побывал на балете «Сильвия» в 1877 году в Вене и был от него в восторге. Он писал Сергею Танееву: 
Я слышал балет «Сильвия» Лео Делиба, именно слышал, потому что это первый балет, в котором музыка составляет не только главный, но и единственный интерес. Что за прелесть, что за изящество, что за богатство мелодическое, ритмическое и гармоническое!